# Betulaceae
Betulaceae, o betuláceas, es una familia del orden Fagales. Está compuesta por árboles o arbustos mesangiospermos caducifolios y monoicos que se encuentran en regiones templadas y zonas de montaña en los trópicos. A ella pertenecen los alisos y los abedules.
En el pasado, esta familia estaba dividida en dos, Betulaceae (Alnus y Betula) y Corylaceae (el resto). Sin embargo, estudios recientes en el Grupo de Filogenia de las Angiospermas, han llevado a incluir la antigua familia Corylaceae dentro de las Betulaceae.
Las Betulaceae se distribuyen en regiones templadas septentrionales y montañosas tropicales. La familia suele dividirse en dos subfamilias: Betuloideae (que incluye Alnus, alisos, y Betula, abedules) con flores masculinas en grupos de 3 (un dichasio completo y simple), y las Coryloideae (que incluye Corylus, avellanos/abetos, Carpinus, palo fierro, y Ostrya, carpe) con unidades de flores masculinas reducidas a 1. La importancia económica de la familia incluye árboles madereros (algunas maderas muy densas), derivados químicos, frutos secos (por ejemplo, Corylus, avellanos/ avellanos), plantas ornamentales cultivadas y numerosos usos por parte de los aborígenes.

## Descripción
Las Betulaceae son árboles o arbustos que poseen hojas simples, alternas, generalmente espiraladas, con estípulas caducas, con el margen generalmente dentado. Las flores masculinas y femeninas nacen en la misma planta, apareciendo antes o con las hojas. Flores masculinas con perianto simple, en grupos de 3 en la axila de una bráctea, dispuestas en amentos colgantes. Flores femeninas sin perianto, de gineceo ínfero bicarpelar, en grupos de 2 o 3 en la axila de una bráctea, dispuestas en amentos derechos. Las brácteas florales están acompañadas por generalmente 2 bracteolas. Polinización anemófila. Frutos en núcula aplanada, a menudo alada, situados en una infrutescencia estrobiliforme formada por las brácteas y bractéolas acrecidas y endurecidas. Las plantas son polinizadas por el viento. Alrededor de 170 especies repartidas en 6 géneros, la mayor parte naturales de los países templados del hemisferio norte.

## Taxonomía
La familia fue descrita por Samuel Frederick Gray  y publicado en A Natural Arrangement of British Plants 2: 222, 243. 1822. El género tipo es: Betula L.

## Historia evolutiva
Se cree que las betuláceas aparecieron al final del período Cretácico (hace unos 70 millones de años) en el centro de China. En ese momento, esta región tenía un clima mediterráneo (debido a la proximidad del mar de Tethys), que a principios del período Terciario cubría partes del actual Tíbet y Xinjiang. Este centro de origen también está respaldado por el hecho de que los seis géneros y las 52 especies se originan en esta región, muchas de las cuales son endémicas. Se cree que los seis géneros modernos se separaron por completo en el Oligoceno, y todos los géneros de la familia (con la excepción de Ostryopsis) tienen restos fosilizados .data de al menos 20 millones de años antes del presente.
Según la filogenia molecular, los parientes más cercanos de Betulaceae son Casuarinaceae, un grupo de robles.

## Géneros
La familia incluye seis géneros y unas 170 especies en todo el mundo. Las Betulaceae están presentes en todas las regiones templadas y boreales del hemisferio norte, donde son miembros destacados de las comunidades forestales. Algunos alisos y abedules enanos se extienden hasta el Ártico meridional, donde son arbustos comunes. Sólo hay miembros de esta familia en algunas regiones del hemisferio sur, sobre todo en las montañas tropicales del norte de los Andes colombianos y en Argentina.
- Alnus  - alisos, aproximadamente 30 especies [4]
- Betula  - abedules, aproximadamente 60 especies [4]
- Carpinus - carpes, aproximadamente 25 especies [4]
- Corylus  - avellanos, aproximadamente 15 especies [4]
- Ostrya - carpes lupulinos,, aproximadamente 7 especies [4]
- Ostryopsis -
- Palaeocarpinus -

Según la Lista Mundial de Familias de Plantas Seleccionadas (WCSP) del Real Jardín Botánico de Kew, el Sitio Web de Filogenia de Angiospermas (Angiosperm Phylogeny Website)  y el National Center for Biotechnology Information (NCBI):
- Alnus Mill. (1754) – los alisos
- Betula L. (1753) – los abedules
- Carpinus L. (1753) – los carpes
- Corylus L. (1753) – avellanos
- Ostrya Scop. (1760) – los carpes lupulinos
- Ostryopsis Decne. (1873)

Según el sitio DELTA Angio (por DEscription Language for TAxonomy for Angiosperms):
- Alnus
- Betula

Según el Integrated Taxonomic Information System (ITIS):
- Alnus P. Mill.
- Betula L.
- Carpinus L.
- Corylus L.
- Ostrya Scop.

## Usos
Muchas partes de las plantas son utilizadas de muchas maneras diferentes en muchas especies, los siguientes son solo algunos ejemplos.

### Frutos
La avellana europea (corylus avellana) es una de las avellanos más cultivados para la producción comercial de frutos secos, por ejemplo según el New Sunset Western Garden Book.
El avellano común se cultiva por sus frutos en huertos comerciales de Europa, Turquía, Irán y el Cáucaso. El nombre "avellana" se aplica a los frutos de cualquiera de las diversas especies del género Corylus. Esta avellana, o avellana común, cuya semilla es comestible, se utiliza cruda, tostada o molida hasta formar una pasta. La semilla tiene una piel fina de color marrón oscuro con un sabor amargo que a veces se retira antes de cocinarla. El principal productor de avellanas, con diferencia, es Turquía, concretamente la provincia de Giresun. La producción turca de avellanas, de 625.000 toneladas, representa aproximadamente el 75 % de la producción mundial.
Las avellanas de Corylus americana, el avellano americano, son comestibles crudas, aunque son más pequeñas que las avellanas cultivadas más comúnmente (Corylus maxima, Corylus colurna, Corylus avellana, y sus híbridos).
Se puede obtenir aceite para cocinar de las semillas de algunas especies de Corylus.

### Madera
Se utiliza la madera de algunas especies. En general, la madera es dura, resistente y pesada, sobre todo los carpes; varias especies tuvieron una importancia significativa en el pasado cuando se requería una madera muy dura capaz de soportar un gran desgaste, como en el caso de las ruedas de carro, las ruedas de agua, las ruedas dentadas, los mangos de las herramientas, las tablas de cortar y las clavijas de madera. En la mayoría de estos usos, la madera ha sido sustituida por metal u otros materiales artificiales, con lo cual estos usos se han interrumpido prácticamente.
El aceite de betula, obtenido de las ramitas de abedul, huele y sabe a gaulteria y se utiliza en el curtido del cuero ruso. 
Se han estudiado los efectos medicinales de algunas especies.
Muchas especies y sus cultivares se utilizan como plantas ornamentales en parques y jardines.

### Corteza
La corteza de la especie Betula en particular se usa y procesa de muchas maneras. La corteza de Betulaceae destaca por su versatilidad y significado en diversos ámbitos, siendo Betula alba (abedul plateado) y Betula pendula (abedul europeo) las especies más utilizadas por su corteza desde la medicina tradicional hasta prácticas industriales y culturales.

#### Propósitos medicinales
La corteza de abedul contiene betulina y ácido betulínico, que tienen propiedades antiinflamatorias. Extractos de corteza de abedul han sido utilizados en medicina tradicional para tratar condiciones como la artritis y el reumatismo. Los compuestos en la corteza de abedul también exhiben actividad antimicrobiana, lo que la hace útil en el tratamiento de diversas condiciones de la piel e infecciones.
Los nativos americanos utilizaban Corylus americana con fines medicinales, como para la urticaria, la bilis, la diarrea, los calambres, la fiebre del heno, el parto, las hemorragias, la fortaleza prenatal y la dentición, para inducir el vómito y curar cortes.

#### Prácticas culturales y espirituales
La corteza de abedul ha sido utilizada históricamente por los pueblos indígenas de América del Norte y Siberia para hacer canoas, cestas y otros recipientes debido a su flexibilidad y su naturaleza impermeable. En algunas culturas, la corteza de abedul se utilizaba en prácticas ceremoniales, incluyendo la fabricación de pergaminos, esteras o superficies de escritura.
En Europa del Este, especialmente en las culturas eslavas, la corteza de abedul ha sido utilizada en la fabricación de artesanías tradicionales, y también ha sido incorporada en ciertos rituales y ceremonias. El abedul, junto con su corteza, se considera sagrado en muchas de estas culturas y se asocia con la primavera, la renovación y la purificación.

#### Usos industriales
Históricamente, la corteza de abedul se utilizaba en el curtido de cuero debido a su contenido de taninos, que ayudan a conservar y ablandar pieles. La corteza de abedul arde fácilmente y ha sido utilizada como combustible por diversas culturas para cocinar y calentar.
La corteza de abedul ha sido utilizada durante mucho tiempo como fuente de material para la fabricación y construcción. En los países escandinavos, la corteza de abedul fue históricamente utilizada para hacer materiales de techado y contenedores como cestas, cajas e incluso zapatos. La flexibilidad y durabilidad de la corteza, especialmente cuando se procesa adecuadamente, la convierten en un material ideal para estos usos. La corteza también puede utilizarse para producir alquitrán de abedul, que ha sido utilizado históricamente para impermeabilizar, preservar madera y como agente antiséptico. En la era moderna, la corteza de abedul a veces se utiliza en la producción de cosméticos y productos de cuidado personal, incluidos champús, jabones y cremas para la piel, debido a sus propiedades beneficiosas para la salud de la piel.

#### Arte y artesanía
La corteza de abedul es liviana y tiene una apariencia atractiva, lo que la hace adecuada para artesanías decorativas como cestería, pantallas de lámparas e incluso muebles.

#### Como fuente de saborizantes y bebidas
En algunas culturas, se han utilizado extractos o infusiones hechas de corteza de abedul para aromatizar bebidas o como fuente natural de nutrientes.

### Otras aplicaciones modernas
Los extractos de corteza de abedul están siendo estudiados por su potencial aplicación farmacéutica, incluyendo productos para el cuidado de la piel y preparaciones farmacéuticas.

### Valor alimenticio para animales de hojas y brotes de betuláceas
En alimentación animal se utiliza principalmente hojas y brotes delgados del año en curso. Los análisis químicos mostraron que las hojas en promedio contienen poca fibra (17,2 %), un poco de ceniza (5,1 %), mucha grasa (6,5 %), proteína (15,4 %), extractos libres de nitrógeno (55,8 %). La combinación de productos químicos en el aliso es especialmente favorable, sin embargo, debido al alto contenido de sustancias amargas y taninos, sus hojas y ramitas son devoradas por animales en mayor proporción que en otros abedules.
| Nombre del género  | Cantidad de análisis | % de materia seca absoluta | % de materia seca absoluta | % de materia seca absoluta | % de materia seca absoluta | % de materia seca absoluta |
| Nombre del género  | Cantidad de análisis | cenizas                    | proteína                   | grasa                      | fibra                      | VEB                        |
| ------------------ | -------------------- | -------------------------- | -------------------------- | -------------------------- | -------------------------- | -------------------------- |
| Abedul (Bétula)    | 36                   | 4,6                        | 13,6                       | 7,2                        | 17,6                       | 57,0                       |
| Aliso (Alnus)      | 12                   | 5,5                        | 21,3                       | 6,5                        | 16,1                       | 50,6                       |
| Avellano (Corylus) | 6                    | 7,3                        | 14,9                       | 3,1                        | 16,5                       | 58,2                       |
| Carpe (Carpinus)   | 1                    | 5,9                        | 10,0                       | 3,3                        | 17,7                       | 63,1                       |
| Totales            | 55                   | 5,1                        | 15,4                       | 6,5                        | 17,2                       | 55,8                       |